# Cooperativa Muratori & Cementisti
Cooperativa Muratori & Cementisti - CMC di Ravenna, nota semplicemente come CMC, è una società cooperativa italiana attiva nel settore delle costruzioni e in particolare per grandi progetti infrastrutturali.
Attiva in diversi paesi del mondo, è considerata la terza società italiana del settore edilizio.

## Storia
Fu fondata il 7 marzo 1901 a Ravenna da 35 muratori come Società anonima cooperativa fra gli operai, muratori e manuali del Comune di Ravenna, fondendosi nel 1909 con la società dei cementisti; in tale occasione nacque il marchio principale, ovvero l'acronimo CMC.
Nel corso del secondo dopoguerra la cooperativa ha preso parte a diversi progetti per lo sviluppo industriale e infrastrutturale dell'Italia, contribuendo alla realizzazione di stabilimenti industriali, infrastrutture agricole ed energetiche oltre che opere per il porto di Ravenna. A partire dal 1965 la società si è inoltre dedicata al settore delle infrastrutture stradali e autostradali, realizzando tra gli altri il viadotto Gorsexio sull'autostrada A26 e il ponte di ferro sul torrente Platano nel tratto di autostrada che collega Potenza all'autostrada A1.
Il primo contratto all'estero fu nel 1975 in Iran mentre nel corso degli anni '80 l'azienda ha realizzato progetti in diversi paesi africani tra cui Algeria, Botswana, Burkina Faso, Costa d'Avorio, Mozambico, Somalia, Tanzania e Zimbabwe.
Nel 2018 la società ha presentato presso il Tribunale fallimentare di Ravenna una richiesta per essere ammessa alla procedura di concordato preventivo pieno con continuità aziendale, procedura omologata nel 2020. Tuttavia nel 2024 la Procura della Repubblica di Ravenna ha richiesto la liquidazione giudiziale della società per insolvenza nel pagamento dei creditori.